# امیر پرتز
امیر پرتز (عبری: עָמִיר פֶּרֶץ‎؛ زادهٔ ۹ مارس ۱۹۵۲) نظامی بازنشسته و سیاست‌مدار اهل اسرائیل است.